# Норк
Норк (енгл. knork) кухињска је алатка и прибор за јело који комбинује особине ножа и виљушке. Најчешће има облик виљушке чија је једна или обје ивице ручке назубљене тако да могу сјећи мекшу храну. 
Ријеч норк је настала као комбинација енглеских ријечи за нож (енгл. knife) и виљушку (енгл. fork).

## Историја
Норк је настао као прибор за јело који је омогућавао да особе које су изгубиле једну руку једу без помоћи других особа. Познато је да је још Хорејшио Нелсон користио неку врсту норка након што је изгубио десну руку 1797. године па се норк често назива Нелсонова виљушка.
Други облик норка је осмислио Џорџ Вашингтон Бин, човјек који је изгубио руку у засједи пљачкаша. Овакав норк се назива и Нелсонов нож иако се видно разликује од норка који је користио Нелсон. Био је осмишљен као нож закривљен у облику слова J који је имао три кратка зупца на једном крају. Бин није пријавио овај патент, али је касније описан као човјек који је изумио норк.
У другој половини 19. вијека у Сједињеним Државама је пријављено неколико патената који су комбиновали основне елементе прибора за јело: кашику, виљушку и нож. Међу првима је патент пријавио Семјуел Френсис у фебруару 1874.
Након тога је пријављено неколико изума који су се бавили дизајном норка од којих су најпознатији патент Артура Кокса из 1881, Хенрија Бигелоуа из 1919. и Чарлса Франка из 1940.

## Облик и употреба
Норк најчешће има облик виљушке чија је ивица назубљена тако да се може сјећи храна и мазати намази на хљеб и пецива. Постоје и норкови код којих се нож извлачи из дршке виљушке. Норкови се праве од пластике, нерђајућих челика, титанијума и у разним величинама које зависе од намјене. Користе се у ресторанима, посластичарницама, кантинама, код авионских оброка и разним другим ситуацијама.